# Anne-Marie Talvande
Anne-Marie Talvande, död 1840, var en amerikansk skolledare. Hon grundade en flickpension i Charleston, South Carolina, 'Madame Talvande’s French School for Young Ladies' eller 'Madame Talvande’s Ladies Boarding School', som blev berömd och ansågs tillhöra de bästa av sitt slag i de amerikanska Sydstaterna. 
Hon var gift med André Talvande. Paret flydde från den haitiska revolutionen på Saint Domingue. Hon befann sig i Charleston 1806, och avlade medborgareden 1835, då hon var änka. Hon grundade Madame Talvande’s Ladies Boarding School senast år 1816, och drev till sin död 1840, varefter den övertogs av Ann Marsan Talvande, som drev den till sin död 1850. Skolan lärde franska, etikett och musik, men också retorik och vetenskap, något som då var en innovation. Även baler arrangerades, för att ge eleverna tillfälle att träna sin etikett. Talvandes skola hade en stark position i Charleston, där den förmögna plantageägarklassen placerade sina döttrar i hennes skola för att de skulle formas till "damer", och Talvande hade en viktig ställning då hon ansågs vara en expert av denna styrande klass. Hon tog ut ett högt arvode och behövde inte annonsera. En av hennes elever var Susan Petigru King och en annan Mary Boykin Chesnut, som har beskrivit sin tid i skolan. 